# 幻想傳奇 變裝迷宮X
《幻想傳奇 變裝迷宮X》是以 2000 年推出的Game Boy Color版為基礎所重製，延續初代《幻想傳奇》的世界觀，讓玩家以「變裝士」（なりきり士）雙胞胎兄妹的身分，在熟悉的世界中展開追尋身世之謎的冒險。
除了本篇內容之外，遊戲中還收錄了以 2006 年 9 月推出的 PSP《幻想傳奇 -全語音版-》為基礎加以強化的《幻想傳奇X》，保留既有全語音演出，同時改良戰鬥步調，追加新事件新角色以及由Production I.G新繪製的秘奧義特寫動畫。除了一般的職業服裝之外，遊戲中還收錄了可以裝扮成特定角色的「特別服裝」，目前已知有《美德傳奇》主角艾斯貝爾、《偶像大師》天海春香，以及《鐵拳系列》風間飛鳥的服裝。

## 登場人物

### 主要角色
迪歐（聲優：齋賀觀月）
本作的男主角
梅兒（聲優：阿澄佳奈）
本作的女主角
艾特斯（聲優：田村由香里）
庫路路
綠色謎樣的生物
隆德莉妮‧E‧艾非培路固（聲優：喜多村英梨）
亞魯貝爾特（聲優：龍田直樹）

### 時空戰士
克雷斯・亞爾貝因（聲優：草尾毅）
敏特・亞德涅特（聲優：岩男潤子）
柴斯達・巴克萊特（聲優：伊藤健太郎）
庫拉斯・F・雷斯塔（聲優：井上和彥）
亞雀・克萊茵（聲優：金井美香）
藤林鈴（聲優：川田妙子）

### 反派角色
達歐斯（Dhaos，森川智之）

## 戰鬥系統
- 交叉技藝 空中線性動作戰鬥系統 (XAR-LMBS)

## 主題曲
- 《玻璃之花》（ガラスの花），作詞、作曲、編曲、主唱：奧華子

## 外部連結
- （日語）幻想傳奇 變裝迷宮X （页面存档备份，存于）